# Турков, Даниил
Дании́л Турко́в (латыш. Daniils Turkovs; 17 февраля 1988, Юрмала) — латвийский футболист, нападающий клуба «Рига». Выступал в сборной Латвии.

## Карьера

### Клубная
Свою профессиональную карьеру начал в 2006 году в рижском «Олимпе». Играл в команде до конца 2009 года. Зимой 2010 года пополнил состав «Сконто». В сезоне 2010 сыграл за команду в 17 матчах, в которых забил 8 мячей. По итогам первенства «Сконто» занял первое место. В начале 2011 года Даниил перешёл в венгерский клуб «Залаэгерсег». В марте 2012 года вернулся в Латвию, подписав контракт с футбольным клубом «Вентспилс». 1 апреля в матче со «Сконто» (0:1) Даниил дебютировал в составе «Вентспилса» в чемпионате Латвии. Первый мяч за «Вентспилс» забил 15 апреля в ворота «Гулбене».

### В сборной
Выступал за сборные Латвии до 17, 19 и 21 года. 17 ноября 2010 года в товарищеском матче со сборной Китая (0:1) дебютировал за первую сборную страны. Футболист вышел на поле в стартовом составе и был заменен на 77 минуте встречи.

## Достижения
- Чемпион Латвии (2): 2010, 2013
- Обладатель Кубка Латвии (1): 2013